# Патерна
Патерна (шп. Paterna) град је у Шпанији у аутономној заједници Валенсија у покрајини Валенсија. Према процени из 2008. у граду је живело 61.941 становника.

## Становништво
Према процени, у граду је 2008. живело 61.941 становника.
| 1981.  | 1991.  | 2001.  |
| ------ | ------ | ------ |
| 33.237 | 41.081 | 46.974 |

## Партнерски градови
- Марино
- Адехе
- Бербанк